# Auberge de France (La Valette)
Pour les articles homonymes, voir Auberge de France.
L’auberge de France (maltais : I Berġa tal-Franza) est le nom d'une auberge hospitalière située à La Valette à Malte qui fait référence à deux auberges successives. Elles ont été construites au XVIe siècle pour abriter les chevaliers de l'ordre de Saint-Jean de Jérusalem appartenant à la langue de France.
Une première auberge fut construite à La Valette en 1570.  Trop petite, elle restera en service jusqu'à la construction de la deuxième auberge en 1588. Elles ont été toutes deux conçue par l'architecte maltais Ġlormu Cassar.

## Première Auberge

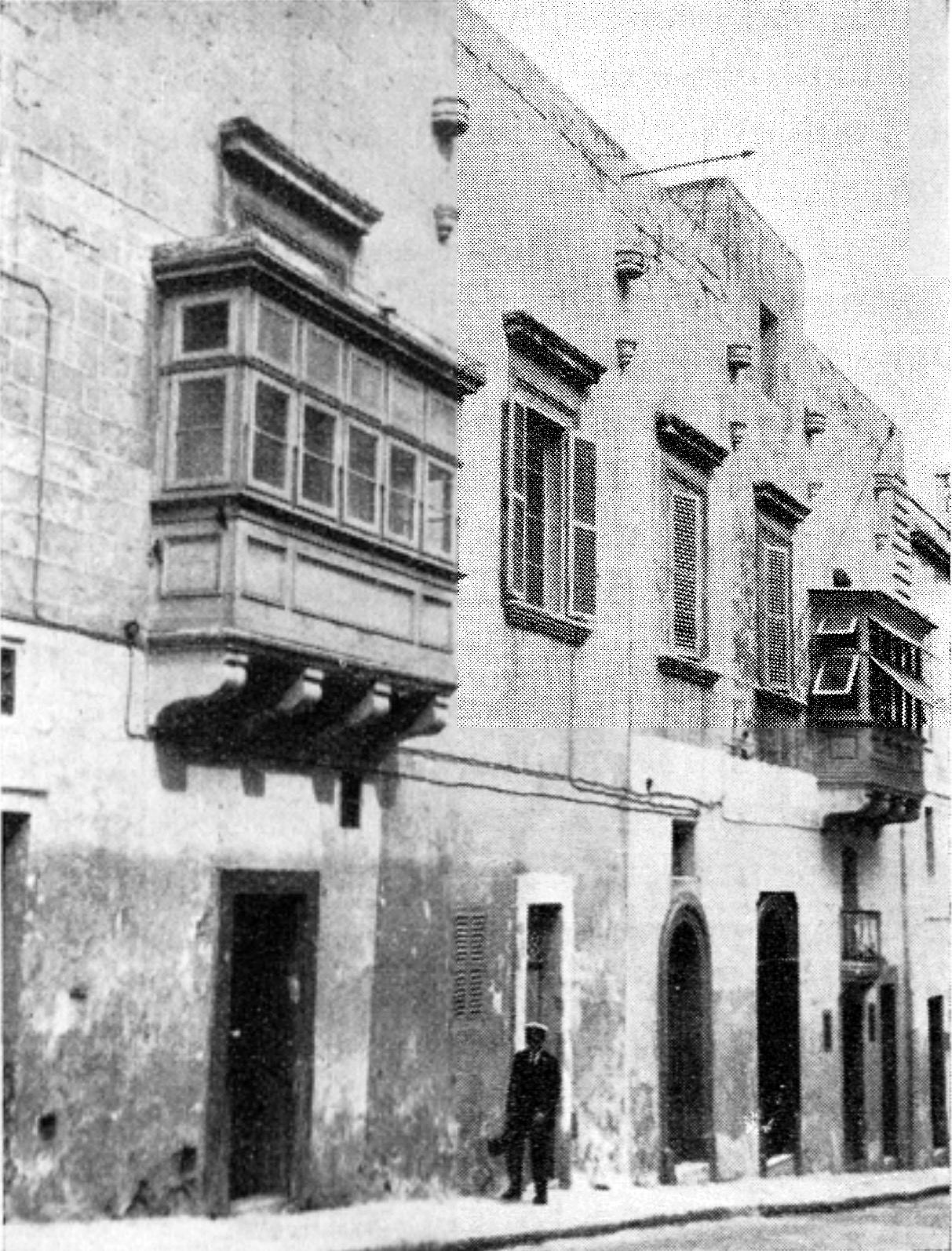
Première auberge de France à La Valette

Le successeur de Jean de Valette, Pietro del Monte, reprend à son compte le projet de Francesco Laparelli demandant l'ouverture d'une deuxième porte dans les fortifications permettant un accès direct depuis Il-Birgu. Fin 1568, les fortifications sont terminées avec la douve sèche et les deux cavaliers encadrant la porte de la ville, toutes les rues sont tracées, le terrain est loti en parcelles vendues deux tarins la canne carrée. En 1569, Del Monte voulant accélérer le lotissement de la ville fait paraître un premier règlement d'urbanisme et organise le transfert du Collachium.
La langue de France a dû passer de son auberge de Il-Birgu à un nouveau site à La Valette. À l'origine l'auberge fut construite à l'angle de triq Nofs in-Nhar (en anglais : South Street) sur un site mesurant 572 square canes délimité par les rues Nofs in-Nhar, Zekka (Old Mint Street), Il-Mithuna (Windmill Street) et M.A. Vassalli (Scots Street). L'architecte en est Ġlormu Cassar.
Mais rapidement le bâtiment est jugé trop étroit pour y loger les chevaliers de la langue de France. Elle est alors transférée dans la deuxième auberge de France de La Valette toujours dans Nofs in-Nhar.
Dans le chapitre du 10 février 1604, l'auberge de France est prêtée à la langue d'Allemagne pendant les modifications et la réfection de leur auberge.
L'ancienne auberge de France est ensuite louée au Trésor de l'Ordre. Elle sert de local pour la fabrication de la monnaie de l'Ordre jusqu'en 1788. D'où le nom de la triq Zekka ce qui veut dire « rue de l'hôtel des monnaies ».

### Architecture
C'est un bâtiment R+1 de deux niveaux. Certaines parties de ce bâtiment, y compris la majeure partie de la façade, à l'exception de la porte principale, existent toujours. Elle est maniériste dans style de Malte, c'est-à-dire dépourvu de tout décors inutile (maltais : desornamentada sans ornementation), tel que pratiqué par Ġlormu Cassar qui était à l'origine un architecte militaire. 

## Seconde Auberge

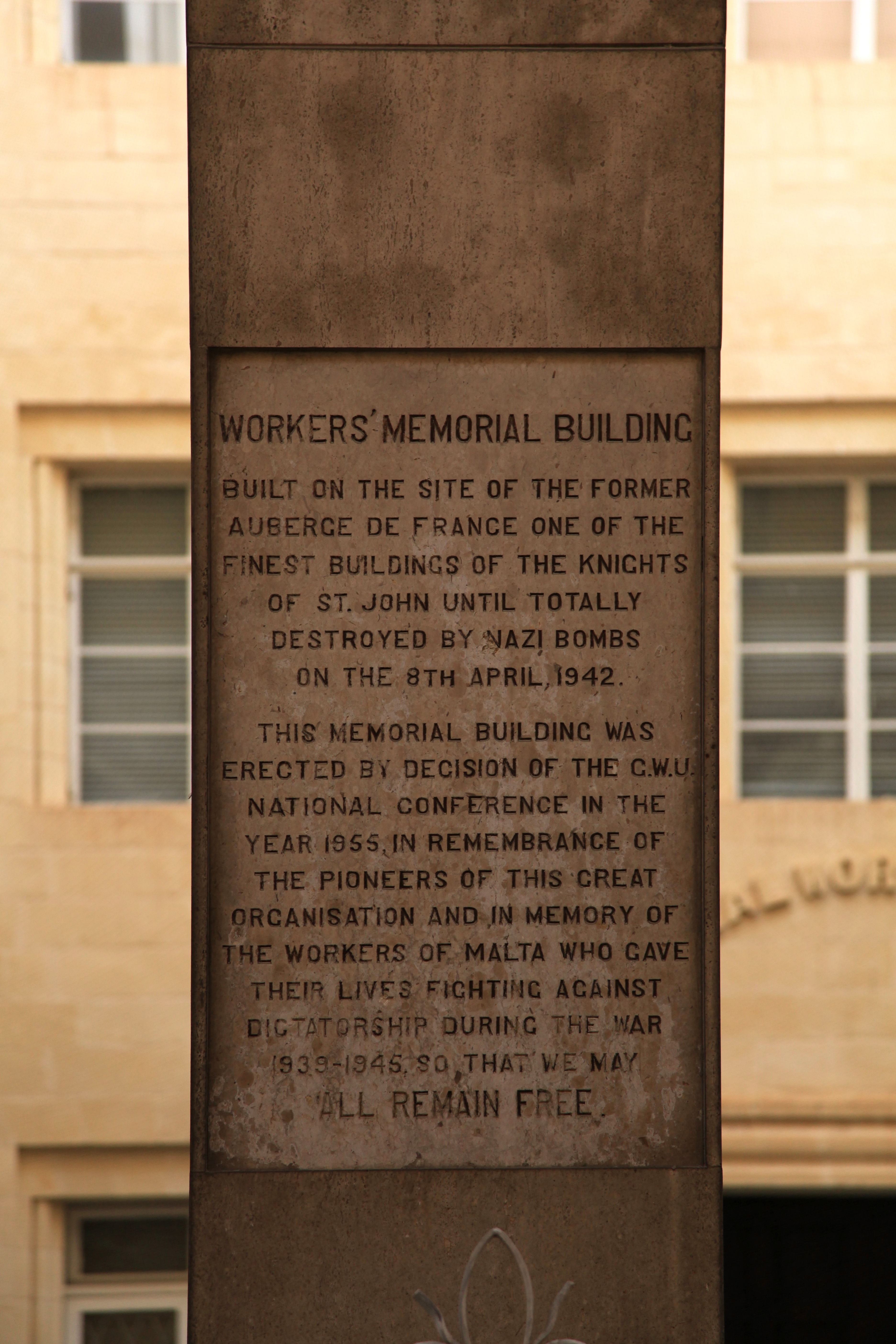
Plaque commemorative sur la bâtiment de l'Union générale des Travailleurs

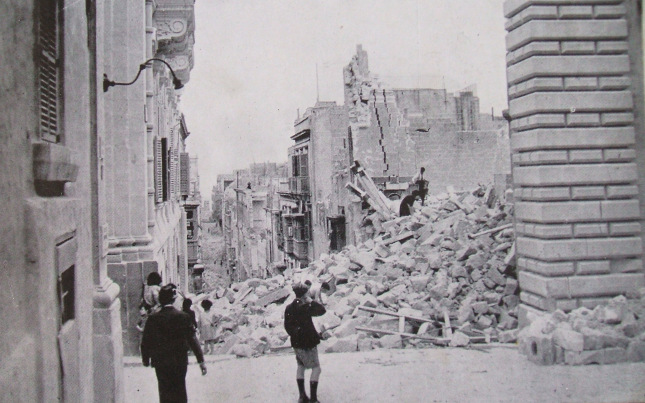
Seconde auberge de France détruite lors d'un bombardement le 8 avril 1942

Au Chapitre du 2 avril 1588 la langue de France demande le transfert, un peu plus loin dans Nofs in-Nhar, pour intégrer un nouveau site sur lequel existait déjà un bâtiment appartenant au bailli Christophe Bauille de Montgauldry, trésorier de l'Ordre. L'accord se fait et les plans de la nouvelle auberge de France inclut le bâtiment du bailli dans l'auberge.
Cette deuxième auberge abrite la langue de France jusqu'en 1798, date à laquelle l'Ordre quitte Malte chassée par l'occupation française.
Elle a ensuite été utilisé, dans les années 1830, comme résidence du commissaire général anglais. Puis l'auberge est devenue le siège du ministère de l'Éducation.
L'auberge de France est inclus sur la liste des antiquités de 1925 avec les autres auberges de La Valette.
Le 8 avril 1942, lors de la Seconde Guerre mondiale, l'auberge de France est détruite par une bombe allemande. Sur les ruines est construit, à sa place, en 1955, le bâtiment qui abrite les bureaux de l'Union générale des travailleurs.

### Architecture
Cette deuxième Auberge de France est construite dans le style maniériste, typique de son architecte Ġlormu Cassar. Cependant, la structure du bâtiment était différente de celle, habituelle, de Cassar, car une structure préexistante, non dû a Cassar, a été intégrée à l'auberge. Cela a abouti à une façade asymétrique, l'entrée principale étant déportée à droite et les fenêtres présentaient une variété de motifs et de tailles.
La cour de l'auberge de France était située à l'arrière du bâtiment sur la triq Melita.

## Référencement